# 내금위
내금위(內禁衛)는 조선 시대에 임금을 호위하던 군대이다. 궁궐을 지키는 금군에 소속되어 있었으며, 태종 7년(1407)에 설치하였다. 조선 후기에 겸사복, 우림위를 합쳐 금군청이 되었다. 5품 이하 의관 자제(衣冠子弟) 중에서 무예(務藝)가 탁월한 자들로 뽑았다. 병력은 성종 때 《경국대전》이 완성되기 전까지는 60~200명 사이에서 변동이 심했는데 《경국대전》이 완성된 후부터는 190명으로 고정되었다. 하지만 모반과 암살 시도가 잦았던 영조 때에는 수가 300명에 이르기도 했다.
내금위장(內禁衛將)은 종2품직으로 모두 타관이 겸직했는데, 세조 3년(1457년)에는 6명으로 지정되었다가 1459년에는 3명으로 축소되었다. 영조시대에 만들어진 《속대전》에서는 정3품으로 품계가 떨어졌다. 유럽 왕실의 근위대와 기능·선발 방식이 흡사하다. 현재 대한민국 대통령경호처와 같은 조직이라 할 수 있다.

## 참고 문헌
- 조선왕조실록